# Giovanni Orelli
Giovanni Orelli  (* 30. Oktober 1928 in Bedretto, Kanton Tessin; † 3. Dezember 2016 in Lugano) war ein Schweizer Schriftsteller, dessen Werk Prosa und Lyrik umfasst.

## Leben
Giovanni Orelli war der Cousin seines Tessiner Schriftstellerkollegen Giorgio Orelli. Er studierte an der Universität Zürich und dann in Mailand an der Katholischen Universität vom Heiligen Herzen, wo er bei Giuseppe Billanovich einen Abschluss in mittelalterlicher und humanistischer Philologie erwarb. In Lugano war er von 1963 bis 1992 als Gymnasiallehrer für italienische Literatur tätig. Daneben arbeitete er für das Radio und Fernsehen der italienischsprachigen Schweiz. Für die Sozialdemokratische Partei der Schweiz war er während einer Legislaturperiode Mitglied des Tessiner Kantonsparlaments.
1964 wurde dem Manuskript von L’anno della valanga der Prix Charles-Veillon zuerkannt. 2012 erhielt Orelli zusammen mit Peter Bichsel den Grossen Schillerpreis.
Sein Archiv befindet sich im Schweizerischen Literaturarchiv in Bern.

## Werke
auf Deutsch
- Der lange Winter. Eine Erzählung aus den Tessiner Bergen. Übersetzt von Charlotte Birnbaum. Rascher, Zürich 1966 (Originaltitel: L’anno della valanga, 1965); Neuausgabe, mit einem Vorwort von Alice Vollenweider. Limmat, Zürich 2003, ISBN 3-85791-435-1.
- Ein Fest im Dorf. Erzählung. Übersetzt von Renate Tietze. Benziger, Zürich 1974 (Originaltitel: La festa del ringraziamento, 1972), ISBN 3-545-36202-7.
- Monopoly. Roman. Übersetzt von Elke Büsser-Schwenn. Ammann, Zürich 1986; Neuausgabe: Limmat, Zürich 2013 (Originaltitel: Il gioco del Monopoly, 1980), ISBN 978-3-85791-725-7
- mit Maren Heyne: Gresso, 999 m s-m. Ein Bergdorf im Wandel. Epilog von Dieter Bachmann (übersetzt von Donata Berra Schwendimann). Zytglogge, Gümligen 1991, ISBN 3-7296-0383-3 (Texte italienisch und deutsch).
- Die vier Literaturen der Schweiz. Mit Iso Camartin, Roger Francillon, Doris Jakubec. Herausgegeben von Pro Helvetia. Zürich 1995, ISBN 3-908102-20-0.
- Vom schönen Horizont – E mentre a Belo Horizonte. Gedichte italienisch und deutsch. Übersetzt von Christoph Ferber. Limmat, Zürich 2003, ISBN 3-85791-436-X.
- Walaceks Traum. Roman. Übersetzt von Maja Pflug. Limmat, Zürich 2008 (Originaltitel: Il sogno di Walacek. Einaudi, Turin 1991), ISBN 978-3-85791-562-8.
- Die Brille des Gionata Lerolieff. Übersetzt von Maja Pflug. Weidle, Bonn 2014 (Originaltitel: Gli occhiali di Gionata Lerolieff. Donzelli, Rom 2000), ISBN 978-3-938803-62-2.

Gedichte (auf Italienisch)
- Sant’Antoni dai padü: poesie in dialetto leventinese. All’Insegna del Pesce d’oro, Scheiwiller,  Mailand 1986.
- Concertino per rane. Casagrande, Bellinzona 1990 (2ª Ed. 1993).
- Né timo né maggiorana. Marcos y Marcos, Mailand 1995.
- L’albero di Lutero. Marcos y Marcos, Mailand 1998.
- Quartine per Francesco. Con una nota di Pietro De Marchi, Interlinea, Novara 2004.
- Un eterno imperfetto. Garzanti, Mailand 2006.
- Un labirinto. ADV alla chiara fonte. Lugano 2015, ISBN 978-88-7922-117-7.